# Žlebnik
Žlebnik je domačija blizu Belih Vod, v kraju Šentvid pri Zavodnju.
Kmetija je 3,6 km stran od ceste med Ravnami na Koroškem in Šoštanjem.
Tu je 22. februarja 1944 padel Karel Destovnik Kajuh, ko je šel s XIV. divizijo na Štajersko.